# Естер Хикс
Естер Хикс (на английски: Esther Hicks) е американска мотивационна говорителка, медиум и писателка на произведения в жанра мотивационна литература, книги за самопомощ и детска литература.

## Биография и творчество
Естер Хикс, с рождено име Естер Уивър, е родена на 5 март 1948 г. в Коулвил, Юта, САЩ. След завършване на гимназията започва работа. На 20 години се омъжва за първия си съпруг, с когото има дъщеря – Трейси. Живеят във Фресно, Калифорния. Развеждат се през 1980 г. През 1976 г. се запознава с Джери Хикс, тогава успешен дистрибутор на продукти на Amway. Омъжва се за него през 1980 г. Той сериозно променя живота ѝ и заедно започват да изнасят лекции и да пишат книги, които стават бестселъри. Джери Хикс умира от рак през 2011 г.
В книгите си авторите развиват „учението на Абрахам“, което идва от група нефизически същности или „групово съзнание от нефизическото измерение“, чиито насоки и правила за живота се интерпретират от тях. Тези нематериални същности са част от хората и са енергията и източника на любовта, въодушевление или радостта. Учението се основава на следните принципи:
- Индивидите са физически разширения на нефизическото.
- Хората са в телата си, защото са избрали да бъдат.
- Основата на живота е свободата; целта на живота е радостта; резултатът от живота е растеж.
- Хората са творци; те създават със своите мисли, внимание и честота.
- Всичко, което хората могат да си представят ясно с емоция, чрез създаване на перфектно вибрационно съответствие, е тяхно да бъде, или да направи, или да има.
- Индивидите избират своите творения, както избират своя фокус.
- Емоциите показват какво създават хората, съзнателно или несъзнателно.
- Вселената обожава хората; познава най-общите им намерения.
- Индивидите са поканени щастливо да се отпуснат в естественото си благополучие и да знаят, че всичко е наред.
- Животът не е предназначен да бъде борба, а процес на позволяване.

Хората са създатели на „пътища“ по своите уникални „пътеки на радостта“.
- Желаните физически прояви като пари, взаимоотношения и успех в начина на живот са странични продукти от фокусирането върху радостта.
- Индивидите могат да напуснат тялото си без заболяване или болка.
- Хората не могат да умрат; животът им е вечен. Смъртта на физическото тяло не слага край на живота на индивида.
- Природата на Вселената е жизнеутвърждаваща. Тя е безкрайна, креативна и разширяваща се.
- Всяко желание може да бъде изпълнено, като човек се приведе в съответствие с желанието.
- Индивидите са не само част от Вселената, но и самият ѝ източник.[3]

Произведенията им са вдъхновение за успешния австралийски документален филм „Тайната“, в който и тя участва. Книгите са издадени в над 60 страни по света.
Естер Хикс живее в Калифорния.

## Произведения
съвместно със съпруга си Джери Хикс
- A New Beginning I: Handbook for Joyous Survival (1988)[1][4]
- A New Beginning II: A Personal Handbook to Enhance your Life, Liberty and Pursuit of Happiness (1991)
Ново начало : лично ръководство за повишаване качеството на живот, свободата и стремежа към щастие : учението на Абрахам, изд. „Сребърно звънче“ (2008), прев. Милена Йоцова
- Ask and it is Given: Learning to Manifest Your Desires (2005)
Поискай и ще ти бъде дадено : Как да осъществим желанията си, изд. „Сребърно звънче“ (2007), прев. Мария Симеонова
- The Amazing Power of Deliberate Intent: Living the Art of Allowing (2005)
Изумителната сила на осъзнатото намерение : Да живееш изкуството да допускаш : Учението на Абрахам, изд. „Сребърно звънче“ (2008), прев. Мария Симеонова, съдържа и „Когато учениците са готови, и учителят се появява“ на Луиз Хей
- The Law of Attraction: The Basics of the Teachings of Abraham (2006)
Законът за привличането : Основите на учението на Абрахам, изд. „Сребърно звънче“ (2007), прев. Мария Симеонова
- The Astonishing Power of Emotions (2008)
Смайващата сила на емоциите : позволи на чувствата си да те водят : учението на Абрахам, изд. „Сребърно звънче“ (2008), прев. Мария Симеонова
- Manifest Your Desires: 365 Ways to Make Your Dreams a Reality (2008)
Осъществи желанията си : 365 начина за превръщане на мечтите в реалност : учението на Абрахам, изд. „Сребърно звънче“ (2009), прев. Димитрина Спасова
- Money and the Law of Attraction: Learning to Attract Health, Wealth & Happiness (2008)
Парите и законът за привличането : как да постигнем богатство, здраве и щастие : учението на Абрахам, изд. „Сребърно звънче“ (2012), прев. Мария Симеонова
- The Vortex: Where the Law of Attraction Assembles All Cooperative Relationships by (2009)
Вихърът : където Законът на привличането събира всички съответстващи взаимоотношения : учението на Абрахам, изд. „Сребърно звънче“ (2009), прев. Веселина Паликрушева
- Getting into the Vortex: Guided Meditations CD and User Guide (2009)
Навлизане във вихъра : медитации, водени от Абрахам, и Ръководство : учението на Абрахам, изд. „Сребърно звънче“ (2011), прев. Мария Симеонова
- Co-creating at Its Best (2013) – с Уейн Дайър
Съ-творение от най-висок порядък, изд.: ИК „Бард“, София (2015), прев. Елика Рафи

### Поредица „Сара“ (Sara)
книги за деца, за учението на Абрахам
1. Sara and the Foreverness of Friends of a Feather (1995) – издадена и като Sara Learns the Secret about the Law of Attraction (2007)
Вечността на приятелството между сродни души, изд. „Сребърно звънче“ (2009), прев. Дарина Баджева
2. Solomon's Fine Featherless Friends (2007)
Прекрасните приятели на Соломон, изд. „Сребърно звънче“ (2009), прев. Дарина Баджева
3. A Talking Owl is Worth a Thousand Words! (2008)